# Västtyskland i olympiska vinterspelen 1980
Västtyskland deltog med 80 deltagare vid de olympiska vinterspelen 1980 i Lake Placid. Totalt vann de två silvermedaljer och tre bronsmedaljer.

## Medaljer

### Silver
- Irene Epple - Alpin skidåkning, Storslalom.
- Christa Kinshofer - Alpin skidåkning, Slalom.

### Brons
- Franz Bernreiter, Hansi Estner, Peter Angerer och Gerhard Winkler- Skidskytte, 4 x 7,5 kilometer stafett.
- Dagmar Lurz - Konståkning.
- Anton Winkler - Rodel.